# Vamsadhara
Vamsadhara (també Bongsadhara, riu Bambú) és un riu de l'Índia que neix a Madhya Pradesh i corre cap al sud-est cap als districtes de Vizagatam i Ganjam. En aquest districte segueix un curs en direcció sud-est fins que desaigua a la badia de Bengala a Kalingapatam després d'un recorregut total de 274 km dels quals aproximadament la meitat són navegables per bots.